# Улье, Жерар
Жера́р Улье́ (фр. Gérard Houllier, /ʒeʁaʁ ulje/; 3 сентября 1947, Теруан, департамент Па-де-Кале, Франция — 14 декабря 2020, Париж) — французский футбольный тренер.

## Биография
Был главным тренером клубов французского чемпионата «Ланс» (1982—1985), «ПСЖ» (1985—1988), завоевавшего под его руководством в 1986 году золотые медали, а также клуба английской Премьер-лиги «Ливерпуль» (1998—2004), с которым в 2001 году выиграл сразу 5 кубковых турниров, включая Кубок УЕФА 2000/01.
Затем с 2005 по 2007 год Улье работал с «Олимпик Лионом», который при нём оба сезона триумфально завершал чемпионат на первом месте.
После своей отставки заявил о том, что «хочет взять паузу, подвести некоторые итоги и подумать о дальнейшей жизни». С тех пор ходило много слухов о его возможном новом месте работы.
К нему проявляли интерес такие клубы, как киевское «Динамо», «Манчестер Сити», «Ньюкасл Юнайтед», а также ряд других клубов и футбольных федераций.
Но ни одно из предложений Жераром Улье не было принято.
8 сентября 2010 года было объявлено о назначении Улье на пост главного тренера английского клуба «Астон Вилла». 1 июня 2011 года покинул свой пост по обоюдному согласию с руководством бирмингемского клуба.
Помимо тренерской работы в клубах Жерар Улье занимал различные должности в Футбольной федерации Франции.
В период с 1988 по 1998 год Улье являлся техническим директором сборной Франции.
Параллельно с этой должностью он сначала был назначен помощником тогдашнего главного тренера национальной команды Мишеля Платини (1988—1992), а после его отставки сам встал у руля сборной.
Но из-за того, что Франция не смогла пробиться на чемпионат мира 1994 года, был вынужден покинуть пост главного тренера в конце 1993 года.
Позже с 1994 по 1996 год Улье работал с юношеской командой Франции (игроки до 18 лет), которая под его руководством первенствовала на чемпионате Европы 1996 года во Франции—Люксембурге, а затем был главным тренером сборной на чемпионате мира среди молодёжи (юноши до 20 лет) 1997 года в Малайзии.
С сентября 2007 года Жерара Улье вновь назначили техническим директором французской сборной.
За вклад в развитие французского футбола в 2002 году награждён орденом Почётного легиона, а за заслуги перед британским футболом Улье наряду со своим коллегой-соотечественником и другом Арсеном Венгером был удостоен ордена Британской империи (2003).
Жерар Улье умер 14 декабря 2020 года.

## Достижения

### В качестве тренера
«ПСЖ»
- Чемпион Франции (1985/1986)

Франция (юношеская сборная)
- Победитель чемпионата Европы среди юношей (до 18 лет) (1996)

«Ливерпуль»
- Обладатель Кубка УЕФА (2000/01)
- Обладатель Суперкубка УЕФА (2001)
- Обладатель Кубка Англии (2000/01)
- Обладатель Суперкубка Англии (2001)
- Обладатель Кубка английской лиги (2000/01, 2002/03)

«Олимпик Лион»
- Чемпион Франции (2005/06, 2006/07)

### Награды и звания
- Тренер команды года УЕФА[20] (2001)
- Орден Почётного легиона (2002)
- Орден Британской империи (2003)

### Тренерская статистика
| Команда                           | Начало работы | Завершение работы | Показатели | Показатели | Показатели | Показатели | Показатели |
| Команда                           | Начало работы | Завершение работы | И          | В          | Н          | П          | % побед    |
| --------------------------------- | ------------- | ----------------- | ---------- | ---------- | ---------- | ---------- | ---------- |
| Ланс                              | 1982          | 1985              | 133        | 55         | 34         | 47         | 41,35      |
| Пари Сен-Жермен                   | 1985          | 1988              | 123        | 55         | 34         | 34         | 44,72      |
| Франция                           | 26.08.1992    | 17.11.1993        | 12         | 7          | 1          | 4          | 58,33      |
| Франция (юношеская сборная)       | 1994          | 1996              | 10         | 6          | 3          | 1          | 60,00      |
| Франция (молодёжная сборная)      | 1996          | 1997              | 5          | 3          | 1          | 1          | 60,00      |
| Ливерпуль (вместе с Роем Эвансом) | 16.07.1998    | 12.11.1998        | 18         | 7          | 6          | 5          | 38,89      |
| Ливерпуль                         | 12.11.1998    | 24.05.2004        | 307        | 158        | 75         | 74         | 51,47      |
| Олимпик Лион                      | 29.05.2005    | 25.05.2007        | 74         | 48         | 18         | 8          | 64,86      |
| Астон Вилла                       | 8.09.2010     | 1.06.2011         | 41         | 16         | 10         | 15         | 39,00      |
| Итого                             |               |                   |            |            |            |            |            |

### Биография и профили
- Профиль на сайте Футбольной Федерации Франции (фр.).
- Профиль на LFCHistory.net (англ.). Архивировано 5 апреля 2012 года.
- Профиль на ThisIsAnfield.com (англ.). Архивировано 5 апреля 2012 года.
- Профиль на LFCPastAndPresent.com (англ.). Архивировано из оригинала 5 мая 2010 года.
- Профиль на LeagueManagers.com (англ.). Архивировано из оригинала 7 мая 2010 года.
- Профиль на TransferMarkt.co.uk (англ.). Архивировано 5 апреля 2012 года.
- Профиль на Liverbird.ru. Архивировано 5 апреля 2012 года.

### Интервью
- Арег Оганесян. «Русские, становитесь сильнее и обыгрывайте нас! Боюсь, это случится совсем скоро...» Спорт-Экспресс (24 октября 2002). — Интервью Жерара Улье перед матчем с московским «Спартаком».
- Эндрю Хэслам. «Вперед с Улье». UEFA.com (30 ноября 2007). — Интервью Жерара Улье официальному сайту УЕФА. Архивировано из оригинала 3 апреля 2008 года.
- «Улье следит за Англией». UEFA.com (7 апреля 2008). — Из интервью Жерара Улье телевизионной программе «Champions Weekly». Архивировано из оригинала 14 мая 2008 года.
- «Лучший чемпионат Улье» (недоступная ссылка — история). UEFA.com (10 июня 2008). — Жерар Улье о «ЕВРО-2008».

### Статьи
- Марк Чаплин. «Пять шагов к успеху» (недоступная ссылка — история). UEFA.com (8 января 2004). — Статья из официального журнала Лиги чемпионов «Champions».
- Алексей Иванов. «Учитель. Часть 1». Football.ua (27 июня 2007). — Статья из еженедельника «Футбол» (Украина) №507 (июнь 2007 года). Архивировано 5 апреля 2012 года.
- Алексей Иванов. «Учитель. Часть 2». Football.ua (5 июля 2007). — Статья из еженедельника «Футбол» (Украина) №508 (июль 2007 года). Архивировано 5 апреля 2012 года.
- Sachin Nakrani. «Gérard Houllier: the man who nearly died making Liverpool great again» (англ.). The Guardian (11 февраля 2020).